# Stato e anarchia
Stato e anarchia (in russo Государственность и анархия?, Gosudarstvennost' i Anarchija) è l'opera principale di Michail Bakunin, composta nel 1873. È l'unica opera completa del pensatore russo, punto di svolta per la comprensione dell'anarchismo classico. Fu pubblicata in russo, a Zurigo, anonima, corredata dalla cd. "Appendice A", una sorta di vademecum per rivoluzionari.

## La storia del testo
Il libro, scritto nell'estate del 1873, fu composto e stampato a Zurigo da un gruppo di giovani evasi dalla Russia fra i quali Ross, Vaklowski, Debogorij-Mokrievic, Ralli. Armand Ross ne fece da solo la composizione tipografica, mentre Vaklowski e Debogorij-Mokrievic azionavano la pressa a mano. Il lavoro venne terminato nei primi mesi del 1874, ne furono tirate 1200 copie, senza nome, e Ross si incaricò personalmente di introdurle in Russia con l'aiuto di contrabbandieri ebrei. L'opera esercitò una fortissima influenza sulla gioventù studentesca rivoluzionaria, tanto che il ministro della Giustizia, il conte Pahlen, scrisse nelle sue memorie del 1875: "Gli scritti di Bakunin e la propaganda dei suoi adepti hanno esercitato sulla gioventù un'influenza stupefacente e nefasta. Questi scritti che nessuno si è occupato di refutare hanno affascinato la gioventù, e, come ogni cosa proibita, l'hanno sedotta perché corrispondevano ai suoi desideri e ai suoi istinti".

## La struttura e stile del testo
Il testo, data la natura sia dell'autore, sia del contenuto, è asistematico, scoordinato. Tuttavia, il pensiero dell'autore ne emerge con prepotenza, dal miscuglio fra teoria e analisi storica. L'opera, già dal titolo paradossale, è una critica al marxismo, alle politiche reazionarie di tutti gli stati europei, in un momento di grande subbuglio e instabilità politica (l'espansionismo prussiano, l'esperienza della Comune di Parigi, etc etc).
Lo stile è, nello stile bakuniano, trabordante e concitatus, trabocca da ogni parola, è carico e diretto.

## Il contenuto del testo
Stato e anarchia è la summa del pensiero di Michail Bakunin, un testo di teoria politica, analisi storica, invettiva e critica contro il marxismo, l'imperialismo, lo statalismo.
Gli antipodi dialettici che sostengono l'argomentazione bakuniana sono lo Stato da un lato, la rivoluzione sociale anarchica dall'altro.
Lo Stato, per Bakunin, è l'esaltazione per la forza, l'inebriamento per la soverchieria, il punto di non ritorno del dominio dell'uomo sull'uomo. “Qualunque stato, anche quello rivestito delle forme più liberali e democratiche, è necessariamente fondato sul predominio, sulla dominazione, sulla violenza e quindi sul despotismo.” (Stato e anarchia, 1966, pg. 47) L'imperialismo non è una deviazione dello Stato, ma un suo elemento costitutivo: ove regna la forza questa deve senz'altro agire, e per non essere conquistato, lo Stato deve farsi Stato militare e indi conquistatore (ivi, pg. 23). Lo Stato, come soggetto astratto di cui si sono appropriati i dominatori, deve essere rovesciato sul piano concreto: il potere deve essere distrutto in modo irreversibile e perentorio, non è contemplabile altra via che la Rivoluzione Sociale per la conquista della libertà popolare (ivi, pg. 74-75).
«Noi ammettiamo un solo terreno: quella della Rivoluzione Sociale fuori della quale non vediamo salvezza [...] crediamo che precisamente su questo terreno possano, a causa dei numerosi tratti comuni del carattere e del destino storico, delle aspirazioni passate e presenti di tutti i popoli [...] unirsi fraternamente non per creare uno Stato comune ma per distruggere tutti gli stati, non per formare tra di loro un mondo chiuso ma per entrare tutti assieme nell'arena internazionale» (ivi, pg. 95).
La libertà popolare è possibile solo al di fuori dello Stato, che lacera la naturale predisposizione alla socievolezza:
«verrà un tempo quando non ci saranno più Stati, [...] verrà un tempo quando sulle rovine degli Stati politici sarà fondata, in piena libertà e organizzata dal basso in alto, l'unione libera e fraterna delle libere associazioni di produzione, delle comuni e delle federazioni regionali che abbraccerà senza nessuna distinzione, perché liberamente, gli individui di ogni lingua e di ogni nazionalità [...]; dove c'è lo Stato, c'è inevitabilmente la dominazione e, di conseguenza, la schiavitù; lo Stato, senza la schiavitù, aperta o mascherata, è inconcepibile» (ivi, pg. 110)
Ma le pagine più rilevanti del testo sono certamente quelle di critica all'astrazione della socialità attuata da Hegel e dalla sua propaggine più odiosa: Marx. Scrive Bakunin:
«Chi parte dal pensiero astratto non potrà mai giungere alla vita perché dalla metafisica alla vita non c'è strada. Sono separate da un abisso. Sorvolare questo abisso, compiere questo “salto mortale”, o quel che lo stesso Hegel chiamava “salto qualitativo” dal mondo della logica al mondo della natura, della vita reale non è ancora riuscito nessuno e nessuno riuscirà mai. Chi insegue l'astrazione morirà con essa.
La vita, in quanto movimento concretamente razionale è nel mondo della scienza la marcia dal fatto reale all'idea che lo abbraccia, che lo esprime e che di conseguenza lo spiega; e nel mondo pratico è il movimento che va dalla vita sociale verso la sua organizzazione più razionale possibile, conformemente alle indicazioni, alle condizioni, alle necessità e alle esigenze più o meno spontanee di quella medesima vita.
Questa è la larga strada del popolo, dell'emancipazione reale e totale, accessibile a tutti e, di conseguenza, veramente popolare, la strada della Rivoluzione Sociale "anarchica" che nasce da sola dal seno del popolo distruggendo tutto quanto si opponga al traboccare generoso della sua vita, affinché, dalle stesse profondità di questo popolo, scaturiscano le nuove forme di libera comunità» (ivi, pg. 159).
Il potere, stigma del dominio dell'uomo sull'uomo, non deve essere delegato a nessuno, poiché chi è investito di un'autorità sarà, secondo una legge sociale immutabile, uno sfruttatore della società. Gli anarchici sono dunque nemici della società, nemici dell'autorità e propongono la distruzione dello Stato, e l'organizzazione della socialità dal basso verso l'alto, attraverso libere organizzazioni di produttori, al di fuori di qualsiasi tutela ufficiale.

## Marx eStato e anarchia
Karl Marx, obiettivo polemico dello scritto bakuniano, lesse a lungo l'opera e chiosò in molti punti, criticando le posizioni anarchiche. Da un lato v'era il rigore ebraico e la pedanteria della scienza sociale, dall'altro l'aspirazione a qualcosa di grande e la disorganizzazione romantica. La precisione marxiana si scontrava con l'irruenza anarchica. 
I  punti di attrito si possono riassumere nei seguenti:
- tempi e modi della rivoluzione
- soggetto rivoluzionario
- ruolo dello Stato dopo il sovvertimento dello Stato di cose presenti.

### Tempi e modi della rivoluzione
La posizione bakuniana è chiara: la rivoluzione è un atto di volontà, tramite cui tutti gli oppressi si liberino assieme. La replica di Marx:
«asineria da scolaretto! Una rivoluzione sociale radicale è legata a certe condizioni storiche dello sviluppo economico; queste ne costituiscono la premessa. Essa è quindi possibile soltanto laddove, con la produzione capitalistica, il proletariato industriale assume almeno una posizione di rilievo nella massa del popolo. [...] Egli [ Bakunin, ndr.] non comprende nulla della rivoluzione sociale, ne comprende solo le fasi politiche; per lui le condizioni economiche non esistono. Poiché tutte le forme economiche succedutisi fino ad oggi, sviluppate o sottosviluppate, implicano l'asservimento del lavoratore (sia nella forma dell'operaio salariato, del contadino, ecc.) egli crede che in tutte sia possibile una rivoluzione ugualmente radicale. [...] La volontà, non le condizioni economiche, è il fondamento della sua rivoluzione sociale» (K. Marx & F .Engels, Critica dell'anarchismo, pg. 355)

### Soggetto rivoluzionario
Per Bakunin, deputato a promuovere la rivoluzione deve essere il popolo nella sua interezza; per Marx, si tratta solo del proletariato industriale, inteso come la classe che ha sussunto su di sé tutte le contraddizioni dello stato attuale di cose. La massa di contadini, di straccioni viene definita da Marx "Lumpenproletariat", cioè "proletariato di straccioni", incapaci di articolare il discorso politico, di assumere su di sé il compito dell'abolizione del sistema classista

### Il ruolo dello Stato
Per Marx, lo Stato, una volta diventato dominio della classe proletaria, in seguito alla fase transitoria della “dittatura del proletariato”, perderà il suo carattere politico, estinguendosi, così come il sistema classista. Per Bakunin, invece:
«Dicono [i marxisti, ndr] che questo giogo dello Stato, questa dittatura è una misura transitoria necessaria per poter raggiungere l'emancipazione integrale del popolo: l'anarchia o la libertà sono il fine, lo Stato o la dittatura sono il mezzo. E così, per emancipare le masse popolari si dovrà prima di tutto soggiogarle. La nostra polemica non è per il momento arrestata su questa contraddizione. Essi affermano che solo la dittatura, la loro, naturalmente, può creare la libertà del popolo; rispondiamo che nessuna dittatura può avere altro fine che quello della propria perpetuazione e che essa è capace solo di generare e di coltivare la schiavitù nel popolo che la subisce; la libertà può essere creata solo dalla rivolta di tutto il popolo e dalla libera organizzazione delle masse dei lavoratori dal basso in alto» (M. Bakunin, Stato e anarchia, pg. 212)